# 黄鹤镇
黄鹤乡，是中华人民共和国重庆市石柱土家族自治县下辖的一个乡镇级行政单位。

## 行政区划
黄鹤乡下辖以下地区：
汪龙村、鱼龙村和山河村。